# Kardinal (Schmetterling)
Der Kardinal (Argynnis pandora) ist ein Schmetterling (Tagfalter) aus der Familie der Edelfalter (Nymphalidae). Er wird auch als Grüner Silberstrich bezeichnet. Das Artepitheton leitet sich von Pandora, einer von Zeus erschaffenen Frau aus der griechischen Mythologie, ab.

## Merkmale
Die Falter erreichen eine Flügelspannweite von 64 bis 80 Millimetern. Die Flügeloberseiten sind orange gefärbt und tragen ein Muster aus schwarzen Flecken. Die Vorderflügelunterseite hat einen auffälligen rosaroten oder orangen Diskus. Die Weibchen sind manchmal statt orange braun gefärbt. Die Oberseiten der Hinterflügel haben einen leicht grünlichen Schimmer, der auch auf der Unterseite ausgeprägt ist. Daneben haben die Hinterflügelunterseiten der Weibchen am Außenrand und etwa an den Flügeldritteln silbrige Binden. Die Binde nahe dem Flügelansatz verläuft nur bis etwa zur Mitte des Flügels, die anderen erstrecken sich über den ganzen Flügel. Bei den Männchen sind diese Binden nur schwach angedeutet. Der Falter ähnelt dem Kaisermantel (Argynnis paphia), ist aber durch den anderen Bindenverlauf, den rosaroten bzw. orangen Diskus und die mattgrüne Färbung der Hinterflügel gut zu unterscheiden.

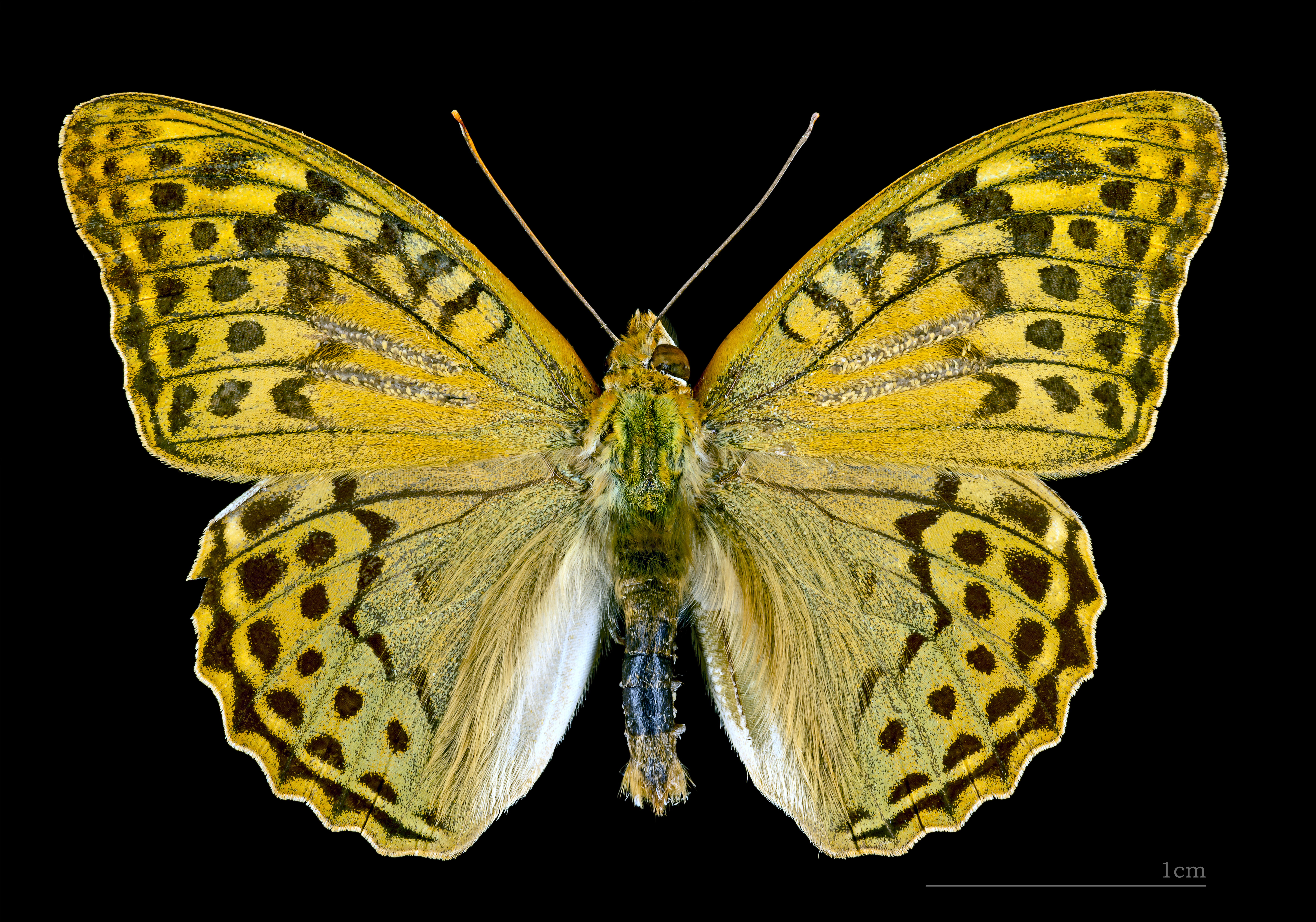
♂
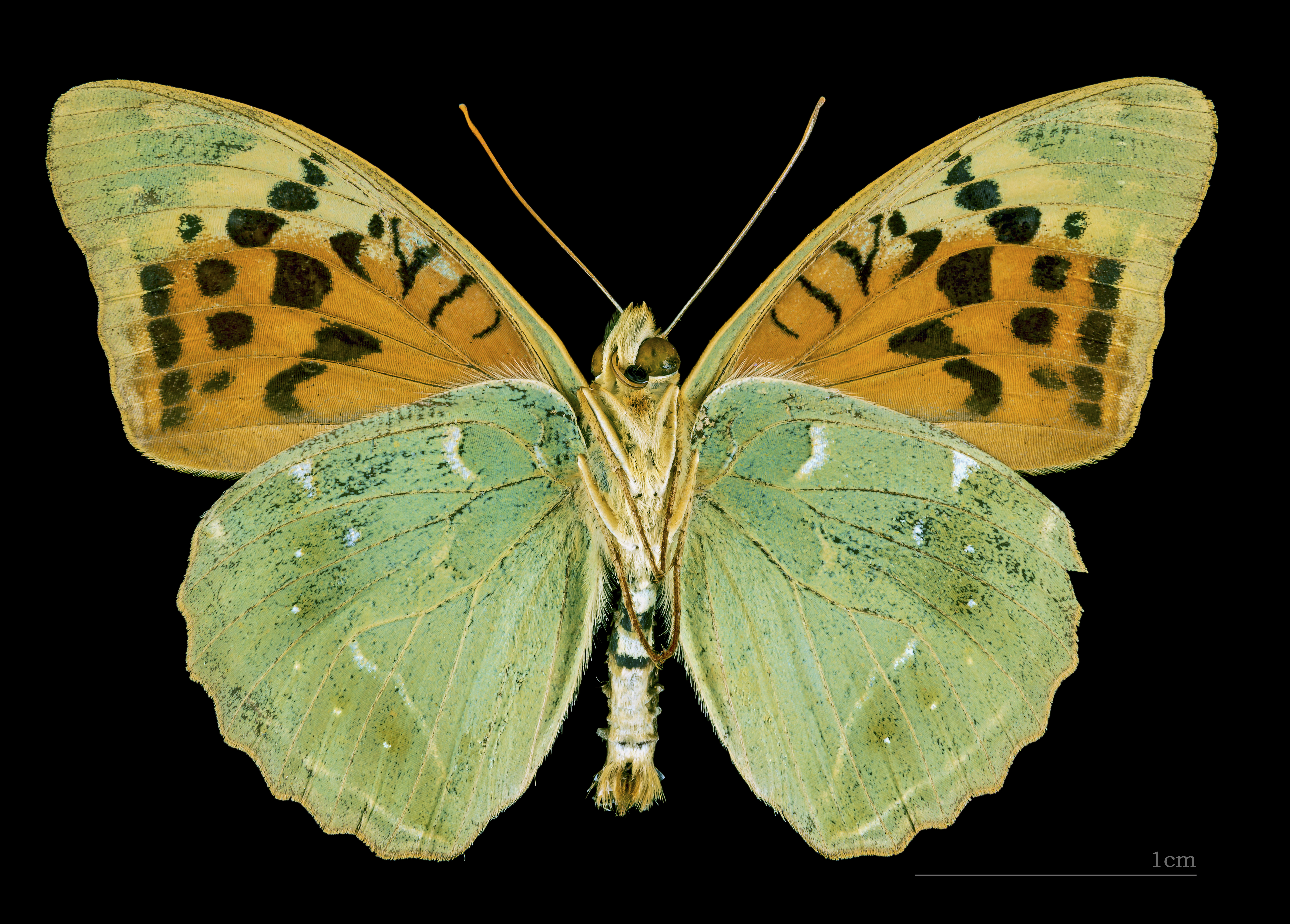
♂ △
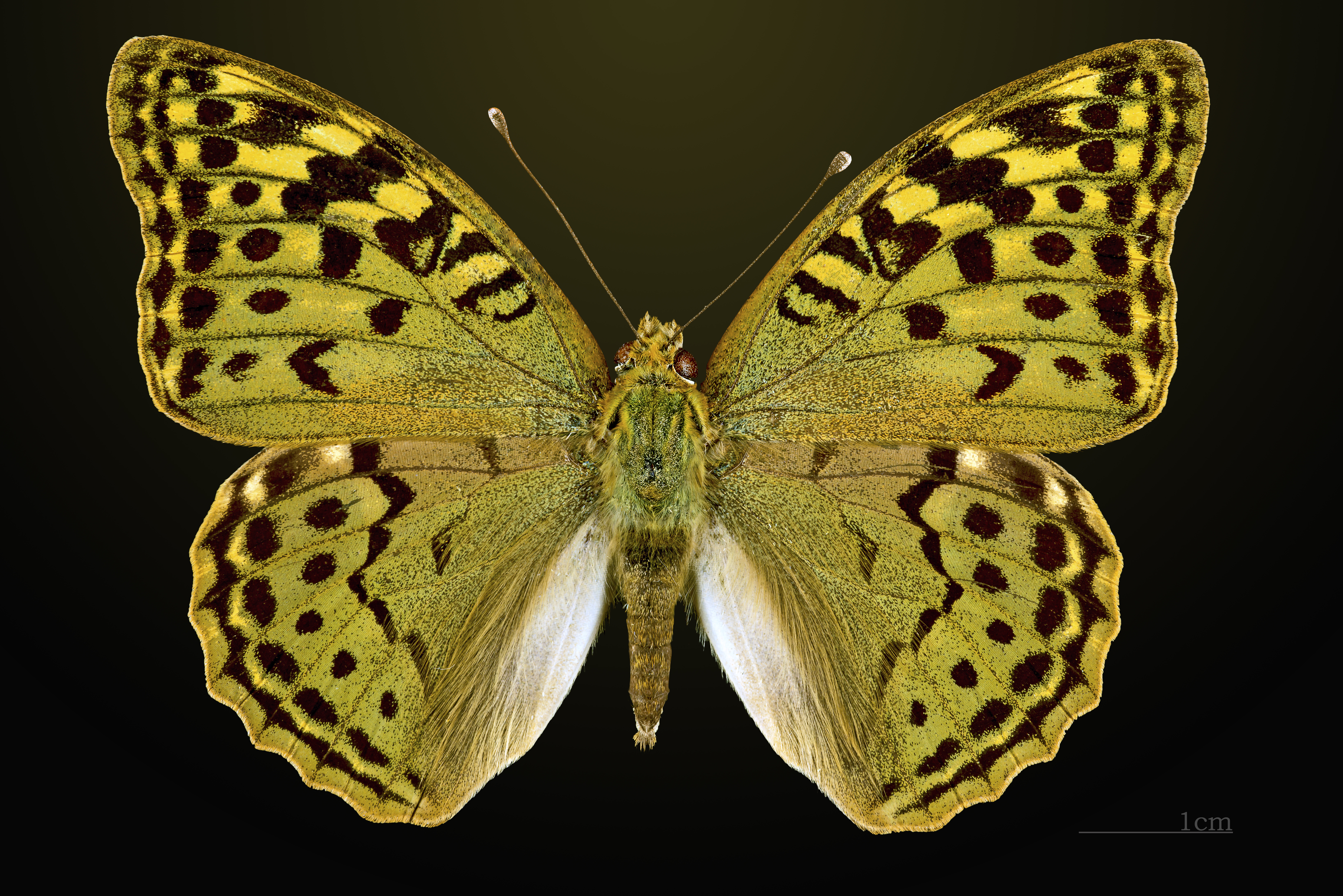
♀
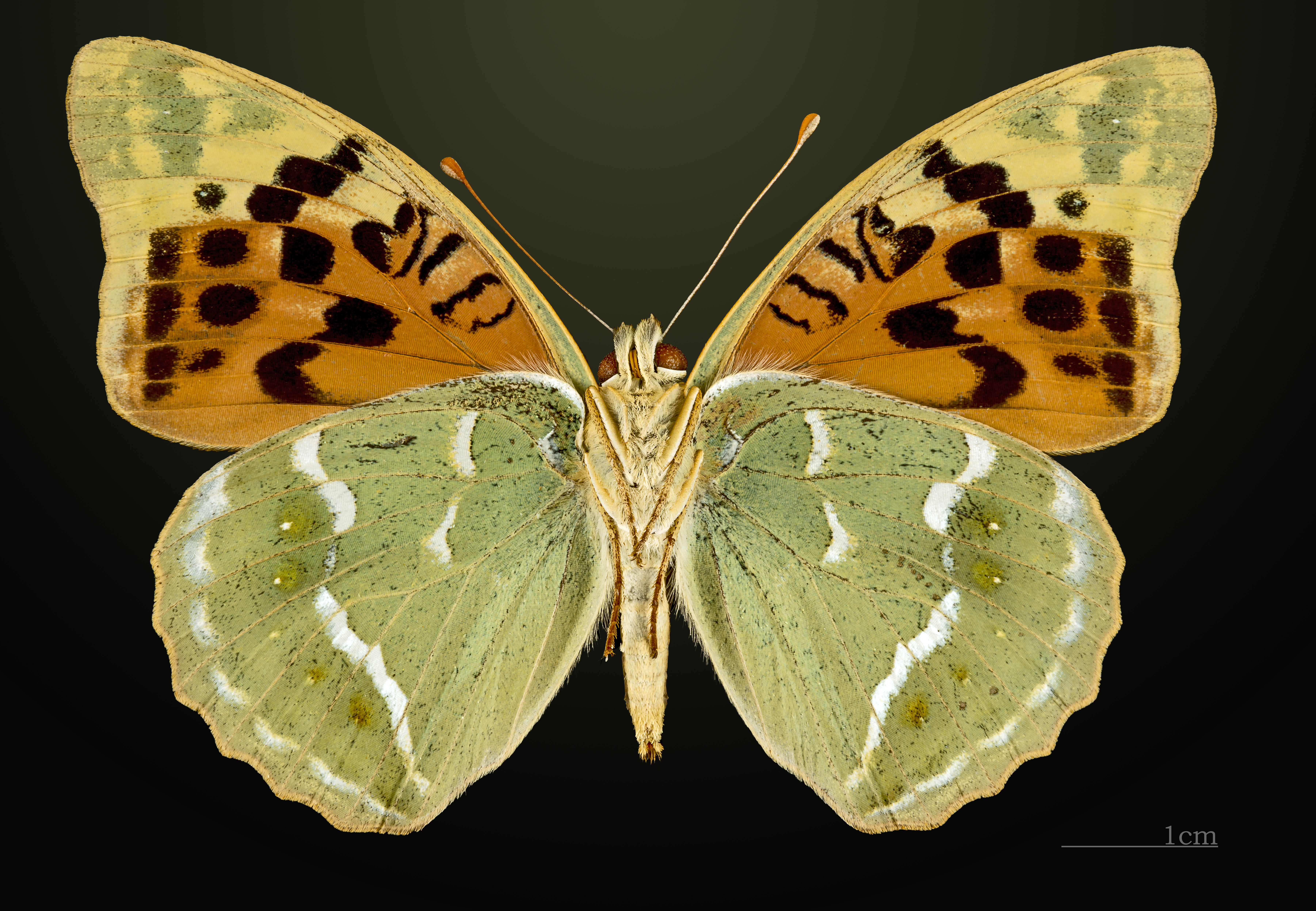
♀ △

### Raupe
Der Körper der Raupe ist schwarz mit orangefarbenen Streifen und ebensolchen Stacheln.

### Ähnliche Arten
- Kaisermantel, Argynnis paphia (Linnaeus, 1758)
- Östlicher Perlmuttfalter, Argynnis laodice (Pallas, 1771)
- Mittlerer Perlmuttfalter, Argynnis niobe (Linnaeus, 1758)
- Feuriger Perlmuttfalter, Argynnis adippe (Denis & Schiffermüller, 1775)
- Großer Perlmuttfalter, Argynnis aglaja (Linnaeus, 1758)

Synonyme
- Papilio pandora (Denis & Schiffermüller, 1775)
- Pandoriana pandora (Denis & Schiffermüller, 1775)
- Papilio maja (Cramer, 1776)
- Pandoriana maja (Cramer, 1776)

## Vorkommen
Der Kardinal kommt vor allem in Südeuropa vor und ist in Deutschland nicht heimisch. In der Schweiz ist die Art aus dem Wallis zwischen Martigny und Sierre sowie im Tessin aus Lugano und Cimalmotto bekannt. Es wird vermutet, dass es sich dabei um Zuwanderungen aus dem Süden handelt. Der Kardinal ist ferner über die Kanarischen Inseln, die Balearen und die Iberische Halbinsel sowie über den Mittelmeerraum und Vorderasien bis Nordwestindien in Höhenlagen von bis zu 2600 Metern verbreitet. Er besiedelt u. a. mit Sträuchern gesäumte Lichtungen in Laub- und offenen Kiefernwäldern, in denen bzw. in deren Nähe sich ein großes Angebot nektarreicher Pflanzen aus den Gattungen Cirsium, Carduus oder Centaurea befindet. Der vermutlich nördlichste nachgewiesene Fund des Kardinals stammt aus Müllheim (Baden) durch Max Standfuß im Jahre 1893. Das Belegexemplar wird im Staatlichen Museum für Naturkunde Karlsruhe aufbewahrt. Am 2. August 2013 gelang J. Asal der Fund eines weiteren Weibchens auf 630 m Höhe in Todtnau-Schlechtnau im südlichen Schwarzwald. In Österreich konnte die Art an den Abhängen des östlichen Bruchrandes der Alpen bei Wöllersdorf-Steinabrückl und im östlichen Niederösterreich beobachtet werden.

## Lebensweise
Zu den Futterpflanzen der Raupen zählen verschiedene Arten aus der Gattung der Veilchen (Viola), auf Teneriffa beispielsweise das Teide-Veilchen (Viola cheiranthifolia). Die Eiablage erfolgt an welken Pflanzen, selten auch an, durch dichten Bewuchs beschatteten Pflanzen. Die Art überwintert als Jungraupe.

### Flug- und Raupenzeiten
Der Kardinal bildet in fast ganz Europa eine Generation im Jahr, die von Mitte Mai bis Anfang Juli fliegt. In Nordwestafrika können zwei Generationen im Jahr beobachtet werden, die von Mai bis Juni und von August bis Ende September anzutreffen sind. Auf den Kanarischen Inseln entstehen mehrere Generationen von Ende Mai bis Mitte September.

## Status
In örtlich begrenzten Arealen ist die Art recht häufig anzutreffen.